# الرياضيات المسلية (كتاب)
الرياضيات المسلية هو مؤلف للرياضي والفيزيائي الروسي ياكوف بيرلمان، ضمن سلسلة مؤلفاتهِ المشهورة والمكرسة لموضوعات الفيزياء والرياضيات المسلية.
جمع ياكوف بيرلمان في هذا الكتاب ألغازا رياضية على شكل قصص قصيرة في معظمها. ويكفي لحل هذه الألغاز التعرف على أبسط المعلومات الهندسية والرياضية.
وتكمن أهمية المسائل الرياضية في تحفيز العقل على تطبيق وتوضيف القواعد الرياضية والهندسية لحل تلك المسائل بشكل مبسط ومسلي.
الكتاب موجه بالأساس لتلاميذ المدارس الثانوية، إلا أنه كتاب مفيد لكل من يريد تحفيز وتمرين العقل في تسلية رياضية مفيدة.

## الترجمة

غلاف إحدى الترجمات العربية لكتاب الرياضيات المسلية، للكاتب الروسي ياكوف بيرلمان، دار مير للنشر سنة 1986

النسخة الأصلية لكتاب الرياضيات المسلية باللغة الروسية، نشرت أول مرة سنة 1927م، وقد طبع  لأكثر من مرة وترجم إلى معظم اللغات الحية، ومن بينها اللغة العربية. سنة  1986 من طرف دار مير للنشر.

## وصلات خارجية
- الكتاب على قاعدة بيانات موقع أبجد